# Theoz
Theoz, właśc. Theodor Haraldsson (ur. 17 lipca 2005 w Linköping) – szwedzki piosenkarz, tancerz i influencer.

## Życiorys
Początkowo publikował nagrania na Musical.ly (późniejszy TikTok), zyskując coraz większe grono obserwatorów. W 2022 z piosenką „Som du vill” brał udział w Melodifestivalen 2022, gdzie w finale zajął 7. miejsce. W 2023 ponownie wziął udział w Melodifestivalen 2023 z piosenką „Mer av dig”, awansując z drugiego miejsca w półfinale do finału – w którym zajął 5. miejsce.

## Dyskografia

### EP
| Rok  | Dane dot. albumu                                                       |
| ---- | ---------------------------------------------------------------------- |
| 2023 | Mer av dig - Wydany: 10 stycznia 2023 - Wytwórnia: Warner Music Sweden |

### Single
| Rok  | Tytuł         | Album      |
| ---- | ------------- | ---------- |
| 2022 | „Som du vill” | Mer av dig |
| 2023 | „Mer av dig”  | Mer av dig |